# Лос-Ріос (провінція)
Лос-Ріос (ісп. Los Ríos) — провінція Еквадору з населенням 778 115 жителів (2010) і площею 7 175 км². Адміністративний центр — місто Бабаойо. Розташована в Прибережному регіоні країни.

## Адміністративний поділ

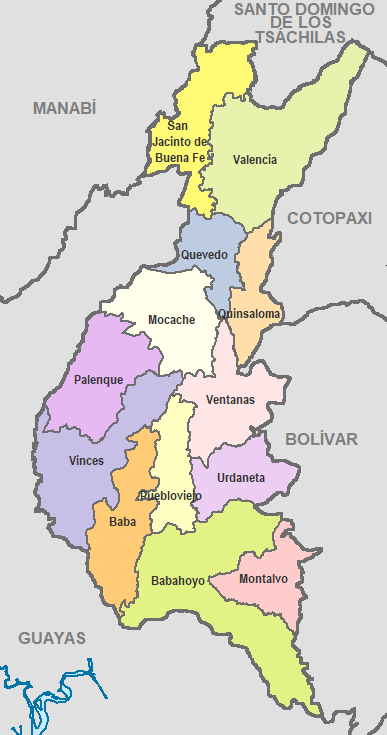
Кантони провінції Лос-Ріос.

Адміністративно провінція поділена на 13 кантонів:
| №  | Прапор | Кантон                    | Населення, чол. (2010) | Адміністративний центр                                      |
| -- | ------ | ------------------------- | ---------------------- | ----------------------------------------------------------- |
| 1  |        | Баба (Baba)               | 39 681                 | Баба (Baba)                                                 |
| 2  |        | Бабаойо (Babahoyo)        | 153 776                | Бабаойо (Babahoyo)                                          |
| 3  |        | Буена-Фе (Buena Fe)       | 63 148                 | Буена-Фе (Buena Fe)                                         |
| 4  |        | Мокаче (Mocache)          | 38 392                 | Мокаче (Mocache)                                            |
| 5  |        | Монтальво (Montalvo)      | 24 164                 | Монтальво (Montalvo)                                        |
| 6  |        | Паленке (Palenque)        | 22 320                 | Паленке (Palenque)                                          |
| 7  |        | Пуеблов'єхо (Puebloviejo) | 36 477                 | Сан-Франсиско-де-Пуеблов'єхо (San Francisco de Puebloviejo) |
| 8  |        | Кеведо (Quevedo)          | 173 575                | Кеведо (Quevedo)                                            |
| 9  |        | Кінсалома (Quinsaloma)    | 16 476                 | Кінсалома (Quinsaloma)                                      |
| 10 |        | Урданета (Urdaneta)       | 29 263                 | Катарама (Catarama)                                         |
| 11 |        | Валенсія (Valencia)       | 42 556                 | Валенсія (Valencia)                                         |
| 12 |        | Вентанас (Ventanas)       | 71 093                 | Вентанас (Ventanas)                                         |
| 13 |        | Вінсес (Vinces)           | 71 736                 | Вінсес (Vinces)                                             |